# IATAコード
IATAコードは国際航空運送協会（IATA）の規定している空運に関わる1文字から4文字のコード。コードが付けられているのは空港や航空会社、航空機の機種など多岐にわたる。以下はその一部。

## 空港
IATA空港コード（IATA airport code）は空港に付けられる3文字のコード。東京国際空港はHND、成田国際空港はNRT、シンガポール・チャンギ国際空港はSINなど。

## 航空会社
IATA航空会社コード（Airline designators）は航空会社に付けられる2文字のコード。日本航空はJL、シンガポール航空はSQなど。

## 機種
IATA機種コード（IATA aircraft type designator）は機種に付けられる3文字のコード。ジェットストリーム 41はJ41、ボーイング747-400は744など。

## 国
ISO 3166-1 alpha-2の2文字の国コードと同じものが用いられる。ISO 3166-1 alpha-2以外に以下の2つのコードが追加され使用される。
- XUはロシアのウラル山脈より東側。
- AQは南極。

## 通貨
ISO 4217の3文字の通貨コードと同じものが用いられる。

## 時間帯
IATAタイムゾーン(IATA timezone codes)は2文字から4文字のコード。以下のルールでコードが付けられている。
- ISO 3166-1 alpha-2が最初に2文字として使われる。
- 国の中で標準時が分かれていなければ上記の2文字で終わり。
- 3文字目は一国の中で分かれている標準時を順番に付けていく。ロシアに限っては11の標準時が使われるので2文字使用され、RU01、RU02…RU11となる。
- 同じ標準時で、異なった夏時間が使われている際は4文字目に文字をたす。

例えば、AU2はオーストラリアのニューサウスウェールズ州とビクトリア州（UTC+10 夏時間は10月終わりから開始）に付けられている。標準時は同じだが夏時間の設定の異なる地域では次のようにコードが振られている。AU2Aはタスマニア州（UTC+10 夏時間は9月終わりから開始）、AU2Bはクイーンズランド州（UTC+10 夏時間なし）。

## 地域
IATA地域コード(IATA region codes) の3レターコードは、特定の広域や複数国を指定するために使われる。
- AFR - アフリカ
- CAR - カリブ海諸国
- CEM - 中央アメリカ
- EUR - ヨーロッパ
- TC1 - IATAアメリカン交通会議 (NOA, CEM, SOAおよびCARを含む)
- TC3 - IATAアジア交通会議 (JAK, SAS, SEA, SWPを含む)
- TC2 - IATAヨーロッパおよびアフリカ交通会議 (AFR, EUR, MDEを含む)
- JAK - 日本 および韓国
- MDE - 中東
- NOA - 北米
- SCH - シェンゲン協定国
- SOA - 南アメリカ
- SAS - 南アジア
- SEA - 南東アジア
- SWP - サウスウエスト 太平洋

国コードAQは南極大陸を指定するために使用する。国コードAQは、ここに記載された領域のいずれでもない。

## ミール
食事の種類を定めているIATAミールコード(IATA meal codes)を以下に示す。
- AVML - アジアのベジタリアンミール
- BBML - ベビーミール
- CAKE - 誕生日ケーキ (スカンジナビア航空)
- BLML - ブランドミール（消化の良い食品）
- CHML - チルドレンミール（子ども用）
- CLML - セレブレーション（お祝い）ケーキの食事
- DBML - 糖尿病食事
- FPML - フルーツの盛り合わせ
- GFML - グルテン非許容食事
- HFML - 高食物繊維食事
- HNML - ヒンドゥー教のノンベジタリアンミール
- OBML - 日本のお弁当 (ユナイテッド航空)
- JPML - 和食 (日本航空)
- JNML - ジュニアミール
- KSML - ユダヤ教のコーシャミール
- KSMLS -コーシャミール (スナック)
- LCML - 低カロリーの食事
- LFML - 低脂肪の食事
- NBML - ノービーフミール (チャイナエアライン)
- NFML - ノーフィッシュミール (ルフトハンザ航空)
- NLML - 無乳糖食事
- LPML - 低タンパク質食
- PRML - 低プリン食
- LSML - 低塩ミール
- MOML - イスラム教徒の食事
- ORML - 東洋の食事
- PFML - ピーナッツ不使用の食事
- RFML - Refugee Meal (ユナイテッド航空)
- SFML - シーフードミール
- SPML - 特別な食事、食べ物を指定
- VJML - ベジタリアンジャイナ教の食事
- VLML - ベジタリアン卵乳菜食の食事
- VOML - ベジタリアンオリエンタルミール
- RVML - ベジタリアン生ミール
- VVML - ベジタリアンビーガン食事 (一部の航空会社はVGMLが必要)